# Villa Estense

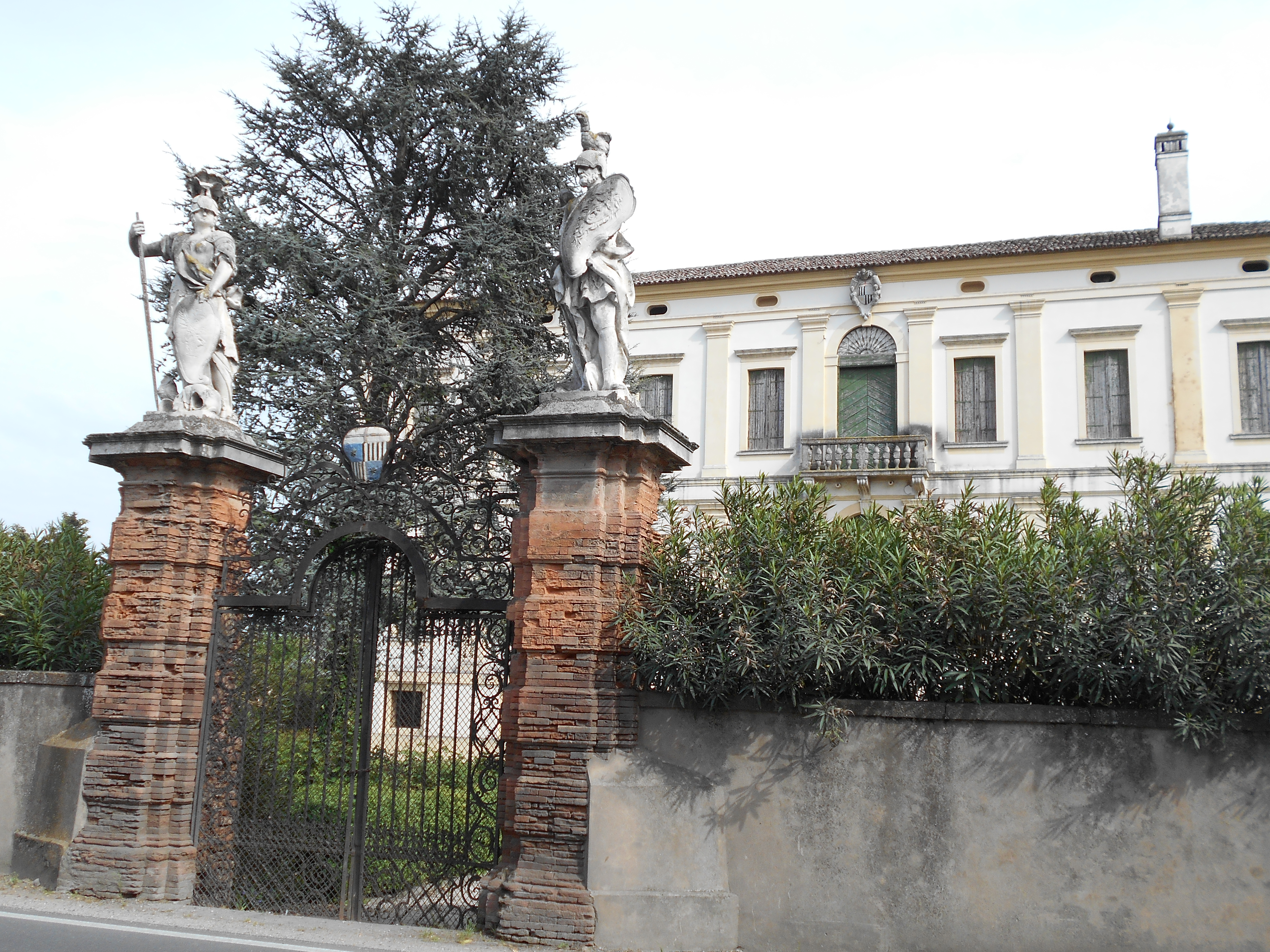
Palazzo San Bonifacio

Villa Estense (Viła Estense in veneto) è un comune italiano di 2 049 abitanti della provincia di Padova in Veneto.

## Storia
Le prime testimonianze dell'abitato originario di Villa Estense sono documentate da alcuni ritrovamenti di epoca romana, rimase attivo fino alla caduta dell'Impero Romano. Con le invasioni barbariche se ne persero le tracce fino al ritrovamento del precedente toponimo, Villa di Villa, nome con il quale l'abitato era conosciuto sino al 1867. Esso compare nel 1077 nell'elenco dei beni di conferma dell'imperatore Enrico IV ad Ugo e Folco I d'Este. Da questa data i riferimenti all'abitato si susseguono legati a successive donazioni e conferme; il 4 dicembre 1139 nella donazione di Azzo V e Folco I d'Este al monastero di Santa Maria delle Carceri, il 12 aprile 1140 in una donazione del marchese Bonifacio allo stesso Monastero, nel 1148 in una conferma di papa Lucio II su possedimenti di Santa Tecla D'Este, il 19 aprile 1177 in un'altra conferma dell'imperatore Federico Barbarossa al monastero di Santa Maria della Vangadizza. Da quest'ultimo documento si determina l'allora estensione della pieve, la quale comprendeva gli abitati di Carmignano, Passiva, Ancarano, Corezzo e Finale, come confermato da un successivo documento recante la transazione tra Azzo VII d'Este ed il comune di Padova.
Nel luogo dove ora sorge l'attuale parrocchiale nel XIII secolo vi era una canonica di Sant'Andrea retta dai portuensi e successivamente un monastero dell'Ordine dei benedettini di cui si trova traccia in una decima papale del 1297.

### Simboli
Lo stemma e il gonfalone sono stati concessi con regio decreto del 13 ottobre 1927.
È rappresentata l'antica torre esistente a Villa di Villa (l'odierna Villa Estense) fino al 1865 poi adibita a campanile; il capo dell'Impero vuole ricordare l'origine romana del paese.
Il gonfalone è un drappo di bianco.

## Monumenti e luoghi d'interesse

### Architetture religiose
- Chiesa di Santa Colomba e Sant'Andrea: edificata su una preesistente chiesa dedicata a sant'Andrea risalente al XVII secolo assunse la funzione di parrocchiale incorporando la dedica di Santa Colomba originariamente assegnata ad un edificio religioso scomparso. L'ultima testimonianza di quest'ultimo risale ad un rialzo del terreno che recava una croce in trachite a sua memoria. L'attuale aspetto, di una sola navata e sette altari, si deve ad una ricostruzione operata all'inizio del XIX secolo, quando il senato della Repubblica di Venezia con un decreto del 27 aprile 1793 cedette agli abitanti la parrocchiale oramai fatiscente. Il campanile risale al 1894 ed edificato su quello precedente abbattuto nel 1865. Accanto alla vecchia costruzione vi era un Oratorio di Sant'Antonio dei Pellegrini con annesso ospedale gestito dalla Fraglia dei Batù[7].
- Chiesa di Santa Maria del Pilastro: i documenti la danno esistente già nel XVI secolo e diretta dai carmelitani di Venezia e Padova.
- Chiesa di Santa Rantua: situata in località Grompa, è stata edificata nella prima volta nel 1364 per volere di Ubertino da Grompo e ristrutturata più volte negli anni sino a raggiungere l'odierno aspetto nel XVI secolo. Probabilmente deve il nome ad una storpiatura di santa Rotunda.
- Oratorio di Santa Giustina: annesso alla Villa Descalzi, Trevisan-Rovere, Fornasiero, in località Mottarelle, anch'esso risalente al XVI-XVII secolo.
- Cappella- Oratorio di S.Giuseppe in stile manierista, annesso a Palazzo San Bonifacio Ardit. Consacrato nel MDXCVII, è luogo di culto e tomba di famiglia, vi sono sepolti Fabio e Antonio Maria San Bonifacio, Caterina Colloredo Mels moglie di Elia Polcenigo e Fanna Sambonifacio, quattro generazioni della famiglia Ardit.

### Architetture civili
- Palazzo San Bonifacio - Ardit: in origine proprietà della famiglia San Bonifacio, venuta in possesso di alcuni terreni e di un rivellino nell'allora Villa di Carmignano poi Villa di Villa, per l'antica alleanza con la Casa d'Este e per il doppio matrimonio tra Lodovico III San Bonifacio con Francesca da Fogliano vedova de'Terzi e i rispettivi figli Marco Regolo e Margherita, che consentì di acquisire per linea femminile il feudo di Villa Bartolomea. Costruito nella II a metà del Cinquecento da Ercole San Bonifacio del ramo di S.Agata in Padova, l'edificio è contornato da un ampio giardino abbellito da statue (Margolato, Rizzardo, Grassa, Lodovico III San Bonifacio e Augusto imperatore romano) e cinto da mura con cancelli in ferro battuto. Il cancello d'ingresso è fiancheggiato da due pilastri sormontati da due statue raffiguranti Minerva e Marte. [Archivio San Bonifacio Polcenigo e Fanna, ora Ardit di Villa Estense]
- Palazzo Valentinelli: precedente sede municipale.
- Villa Descalzi, Trevisan-Rovere, Fornasiero: sita in località Mottarelle, la costruzione è risalente al XVI-XVII secolo e sorta su una preesistente rocca.
- Villa Grompo-Pigafetta, Bettanin detta "Il paradiso": edificio risalente al tardo XVII secolo sito in località Grompa, in prossimità dell'argine sinistro del canale Masina, che risulta essere l'ampliamento di una precedente costruzione del XVI secolo. È costituito da un corpo centrale con funzioni abitative e due barchesse laterali che avevano originariamente funzione di abitazione dei lavoratori e di stalla, le quali racchiudono un'ampia corte. La parte centrale è abbellita da un piccolo pronao recante lo stemma del casato. Verso la fine del XVIII secolo venne costruito un ulteriore edificio dalla facciata completamente porticata destinata unicamente ad attività agricole.

### Altro
- Museo civico dei villaggi scomparsi: legato al territorio che lo circonda, il museo è dedicato alla documentazione di tutti quei villaggi della Bassa Padovana che, pur avendo avuto una certa importanza nel passato, per varie vicissitudini storiche si sono spopolati arrivando ad essere abbandonati definitivamente, particolarmente nel XIV e XV secolo, senza più ripopolarsi.
- Monumento ai caduti opera dello scultore estense Gino Vascon. Nel monumento è stato aggiunto un cippo/scultura in memoria di Nella Pastorello, partigiana uccisa nel 1944 nel vercellese[8].

## Società

### Evoluzione demografica
Abitanti censiti

## Infrastrutture e trasporti

### Strade
Pur essendo situata nell'entroterra Villa Estense si trova a pochi chilometri dalla statale SS16 Adriatica e dalla autostrada A13, della quale i più vicini caselli autostradali sono Monselice verso nord e Boara verso sud.

### Ferrovie
Le più vicine stazioni ferroviarie si trovano nei paesi di Sant'Elena e Stanghella sulla ferrovia Padova-Bologna, e Este sulla linea per Mantova, ma sono tutte servite esclusivamente da treni a carattere regionale. Le stazioni principali più vicine sono verso nord quella di Monselice e verso sud quella di Rovigo.

### Aeroporti
Facilmente raggiungibili da Villa Estense sono gli aeroporti di Bologna, Venezia e di Verona.

### Mobilità urbana
Il sistema del trasporto pubblico è servito da una linea extraurbana gestita da Busitalia che la collega con le principali località sulla direttiva nord-sud verso la provincia di Padova e di Rovigo.

## Amministrazione
Nel 1993 viene introdotta l'elezione diretta del sindaco da parte dei cittadini, secondo quanto riportato nella legge n. 81 del 25 marzo dello stesso anno. Di seguito vengono riportati i sindaci di Villa Estense dal 1995 ad oggi.
| Sindaco          | Partito                    | Periodo         | Elezione |
| ---------------- | -------------------------- | --------------- | -------- |
| Carlo Ciliesa    | Lista civica               | 1995-1999       | 1995     |
| Rodolfo Temporin | Lista civica               | 1999-2004       | 1999     |
| Carlo Ciliesa    | Lista civica               | 2004-2009       | 2004     |
| Paolo Oppio      | Lista civica               | 2009-2014       | 2009     |
| Paolo Oppio      | Lista civica "Bene Comune" | 2014-2019       | 2014     |
| Paolo Oppio      | Lista civica "Bene Comune" | 2019-2024       | 2019     |
| Davide Salvan    | Lista civica "Bene Comune" | 2024- in carica | 2024     |

## Galleria d'immagini

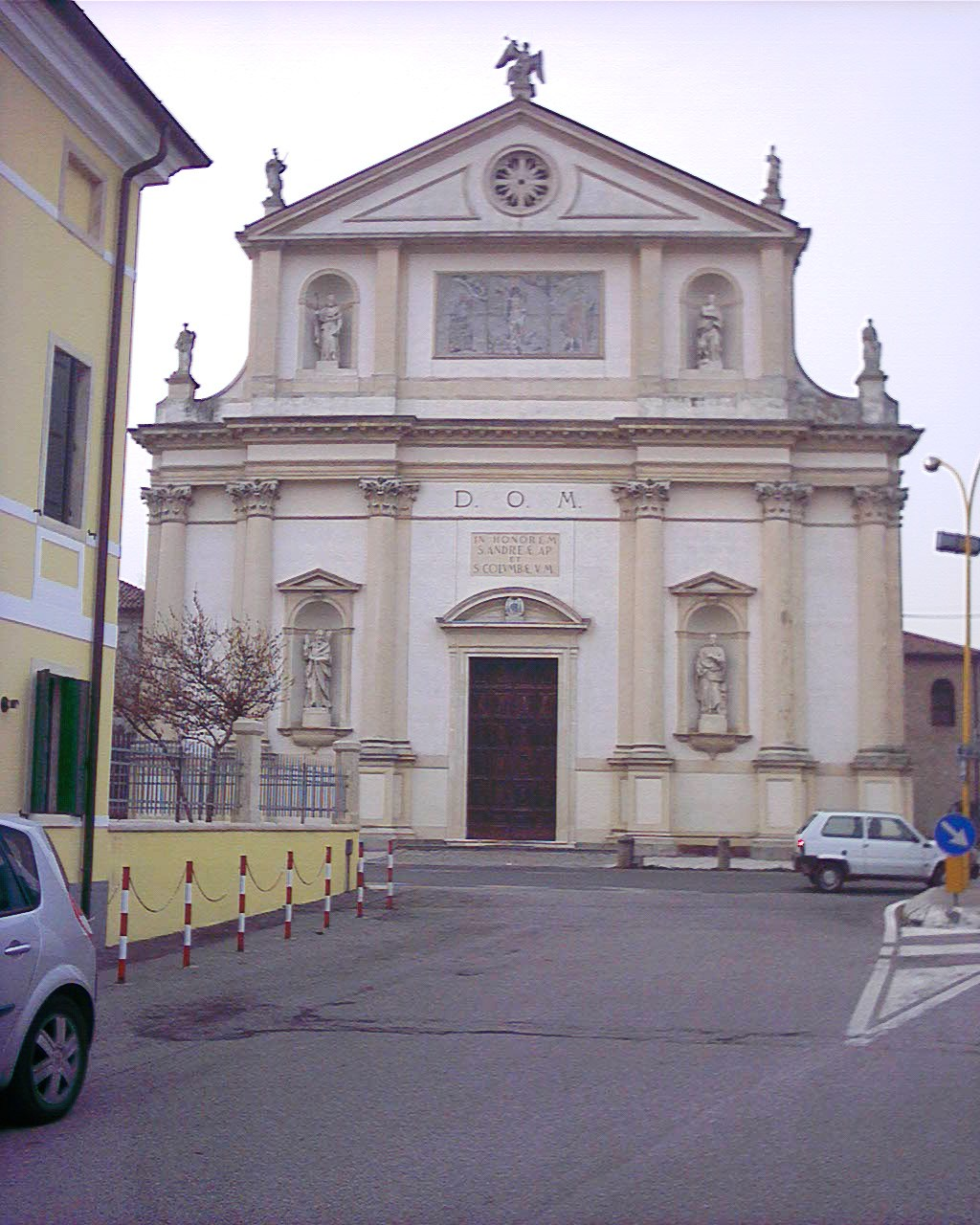
Chiesa di Santa Colomba e Sant'Andrea
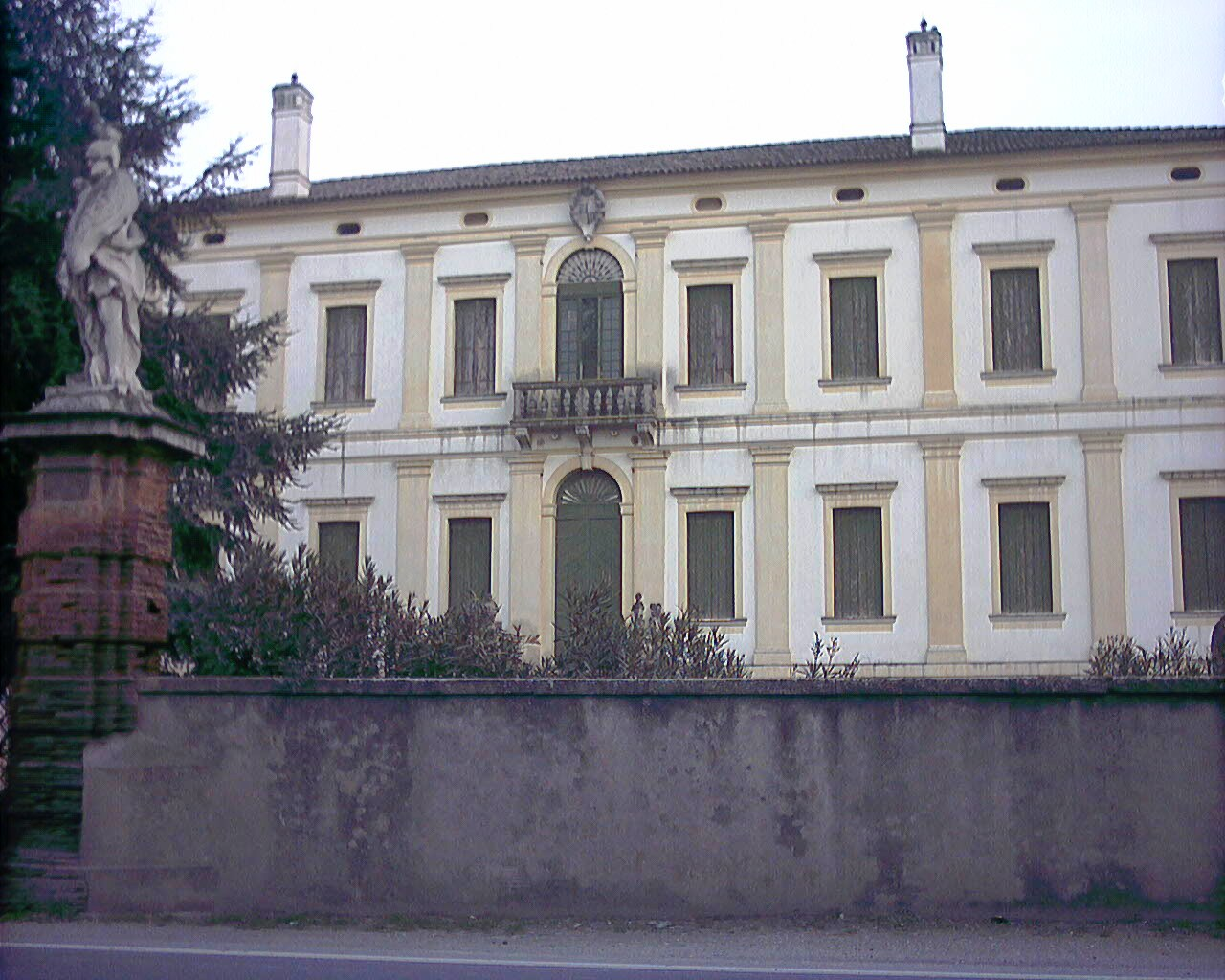
Vista frontale del Palazzo Sanbonifacio, Ardit
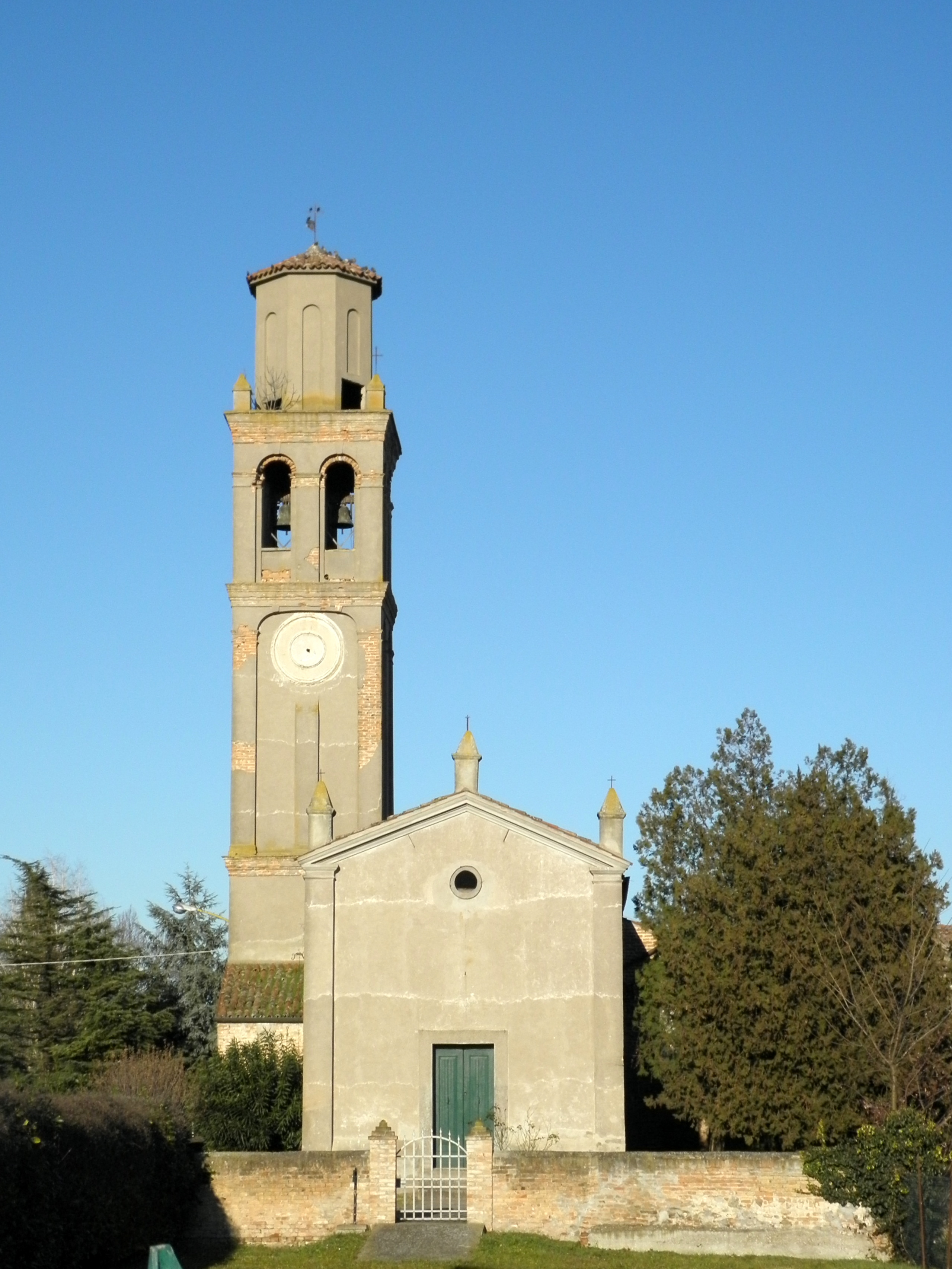
Chiesa della Beata Vergine Assunta del Pilastro
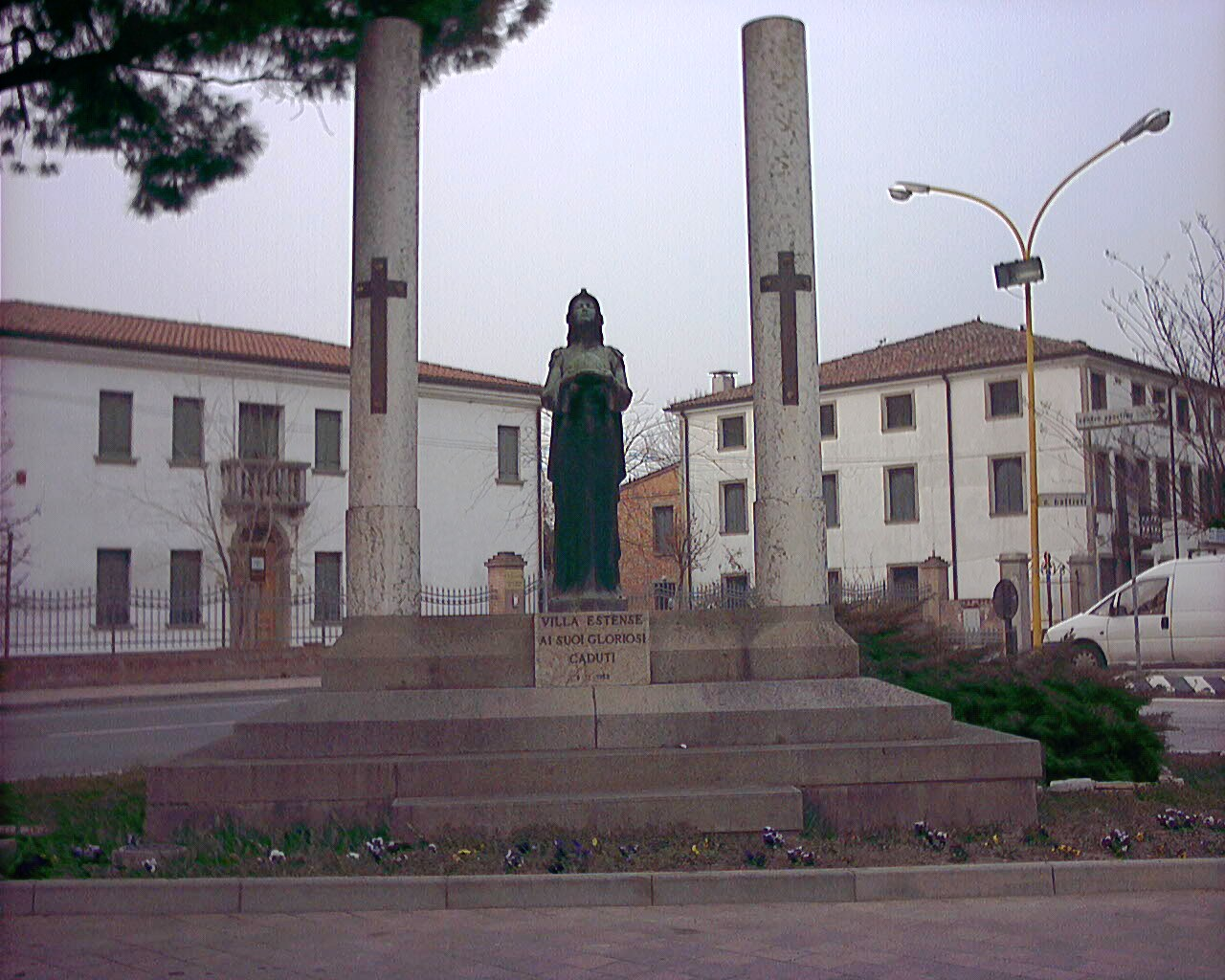
Monumento ai caduti
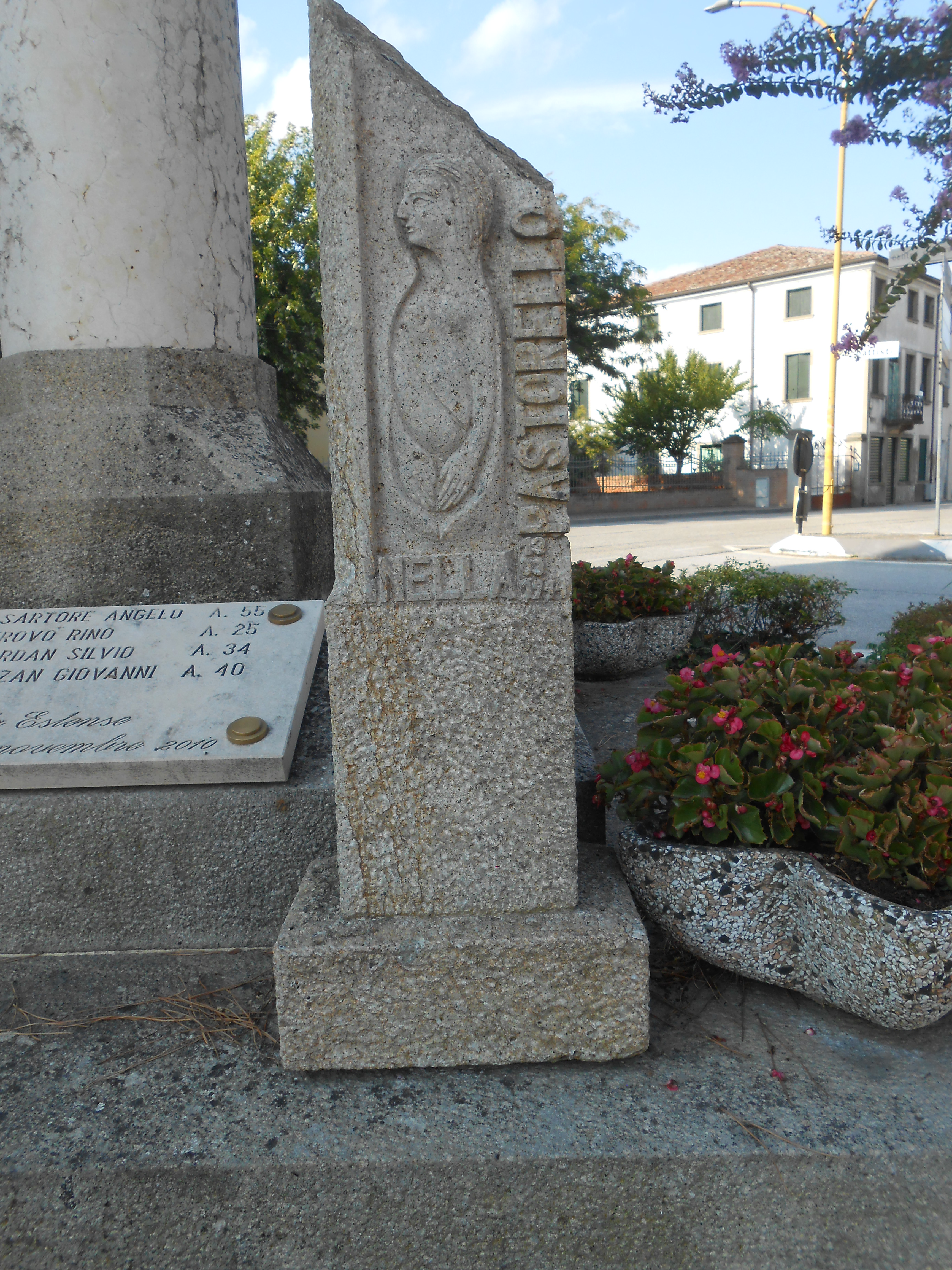
Cippo a Nella Pastorello
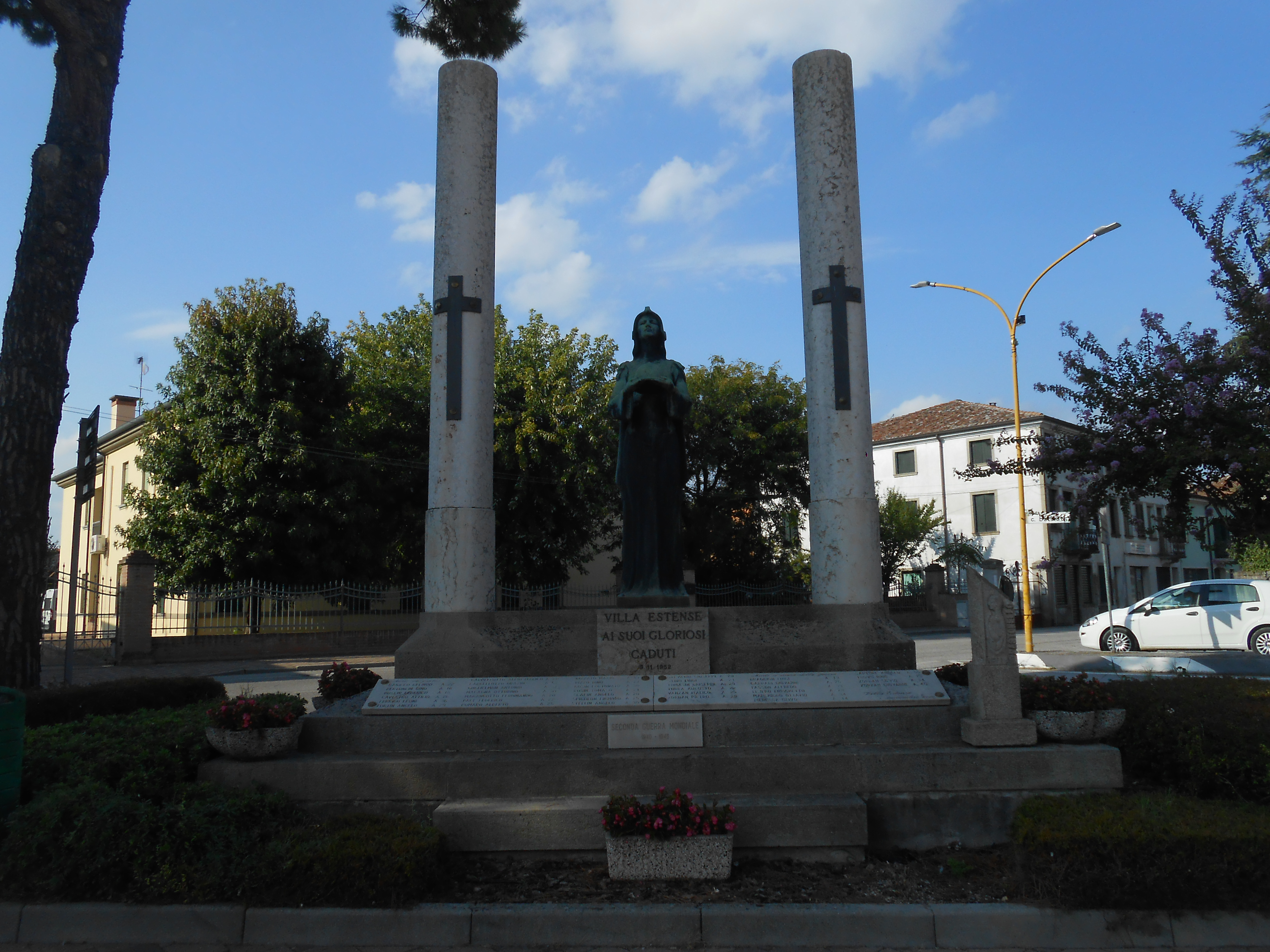
Monumento ai caduti con cippo a Nella Pastorello